# Knieperwall 1 a (Stralsund)

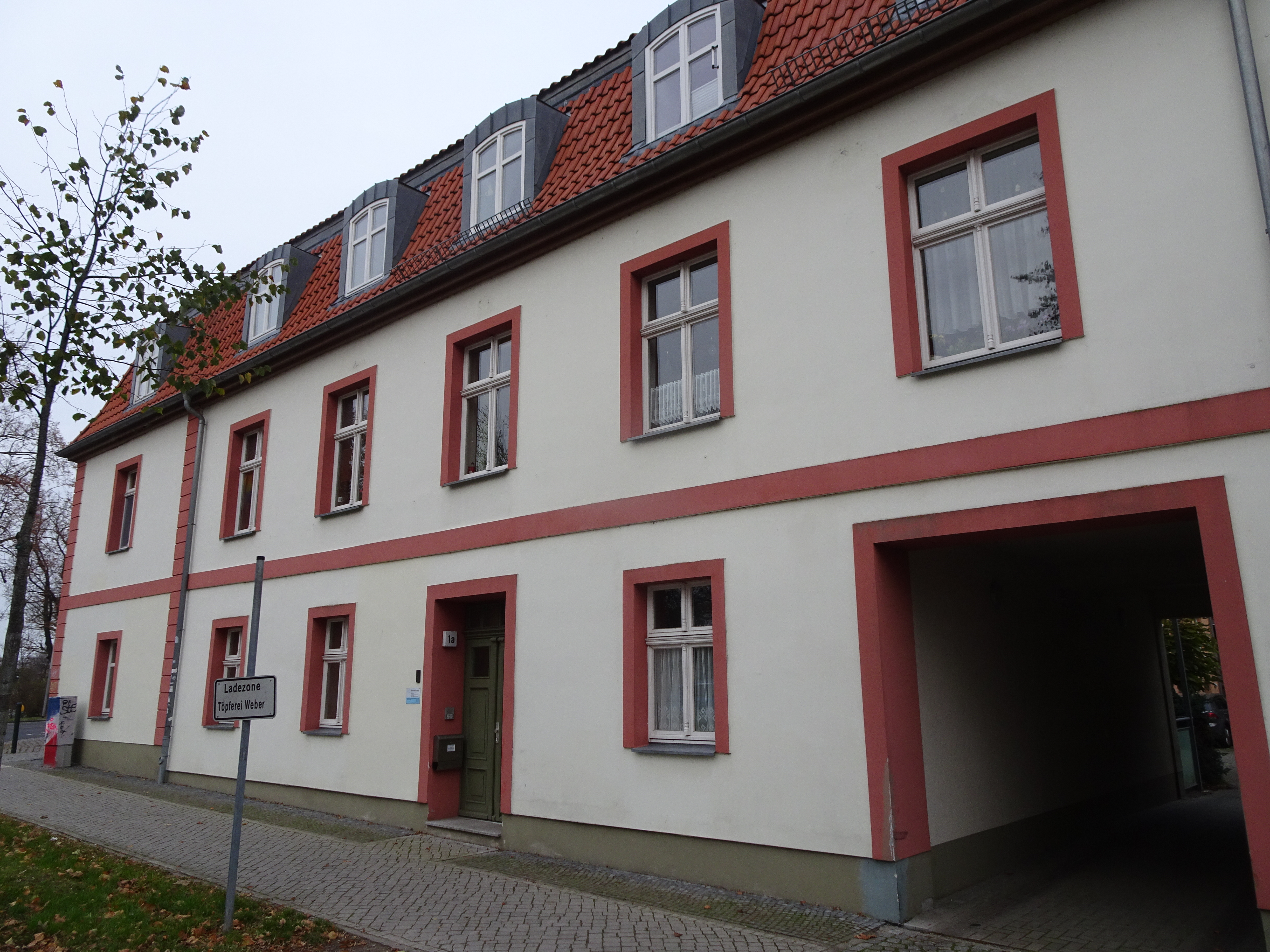
Gebäude Knieperwall 1 a

Das Gebäude mit der postalischen Adresse Knieperwall 1 a ist ein denkmalgeschütztes Bauwerk am Knieperwall in Stralsund, an der Ecke zur Straße Am Kütertor.
Der zweigeschossige Putzbau mit Mansarddach wurde Ende des 18. Jahrhunderts als Teil der Stralsunder Spielkartenfabriken errichtet. Ende des 19. Jahrhunderts wurde der Anbau an der Straße Am Kütertor angefügt.
Das Haus liegt im Kerngebiet des von der UNESCO als Weltkulturerbe anerkannten Stadtgebietes des Kulturgutes „Historische Altstädte Stralsund und Wismar“. In die Liste der Baudenkmale in Stralsund ist es mit der Nummer 439 eingetragen.